# Allotrochosina karri
Allotrochosina karri is een spinnensoort in de taxonomische indeling van de wolfspinnen (Lycosidae).
Het dier behoort tot het geslacht Allotrochosina. De wetenschappelijke naam van de soort werd voor het eerst geldig gepubliceerd in 2001 door Cor J. Vink.